# Ван, Шон
Шон Ван (англ. Sean Wang; кит. трад. 王湘聖, упр. 王湘圣, пиньинь Wáng Xiāngshèng; род. в 1994 или 1995 году) — американский режиссёр тайваньского происхождения. Его документальный короткометражный фильм «Бабушка и бабуля» был впервые показан на фестивале South by Southwest 2023 года, где получил награды как от жюри, так и от зрителей. Впоследствии фильм был номинирован на премию «Лучший документальный короткометражный фильм» на 96-й церемонии вручения премии «Оскар».
Его полнометражный режиссёрский дебют, фильм «Младший брат», был представлен на кинофестивале «Сандэнс» 2024 года, где получил Приз зрительских симпатий. Ван также был удостоен двух премий «Независимый дух» за этот фильм.

## Ранняя жизнь
Ван родился и вырос в Фримонте, штат Калифорния, в американской семье тайваньского происхождения. Он учился и окончил Ирвингтонскую среднюю школу. Затем поступил в киношколу Университета Южной Калифорнии, где в 2016 году получил степень бакалавра в области кино- и видеопроизводства. После учёбы работал в Google Creative Lab. Участвовал в различных программах Института Сандэнс, включая лаборатории режиссёров и сценаристов.

## Фильмография
- Всё ещё здесь (2020)
- H.A.G.S (Have A Good Summer) / Хорошего лета (2021)[10]
- Воскресенье (2021)
- Тупоголовый: Секретное меню (2022)
- Бабушка и бабуля[англ.] (2023)
- Младший брат (2024)

## Награды и номинации
| Награда                                          | Год  | Категория                                                             | Работа           | Результат    | Ист.   |
| ------------------------------------------------ | ---- | --------------------------------------------------------------------- | ---------------- | ------------ | ------ |
| Оскар                                            | 2024 | Лучший документальный короткометражный фильм                          | Бабушка и бабуля | Номинация    | [ 4 ]  |
| AFI Fest                                         | 2023 | Главный приз жюри – короткометражный документальный фильм             | Бабушка и бабуля | Победа       | [ 11 ] |
| Ассоциация кинокритиков Остина                   | 2025 | Лучший дебютный фильм                                                 | Младший брат     | Номинация    | [ 12 ] |
| Международный кинофестиваль CineFest в Мишкольце | 2024 | Премия Адольфа Цукора                                                 | Младший брат     | Победа       | [ 13 ] |
| Премия Гильдии режиссёров Америки                | 2025 | Выдающиеся режиссерские достижения в первом полнометражном фильме     | Младший брат     | Номинация    | [ 14 ] |
| Мюнхенский кинофестиваль                         | 2024 | Приз зрительских симпатий CineKindl                                   | Младший брат     | Победа       | [ 15 ] |
| Голливудский творческий альянс                   | 2024 | Лучший дебютный фильм                                                 | Младший брат     | Номинация    | [ 16 ] |
| Независимый дух                                  | 2025 | Лучший дебютный фильм                                                 | Младший брат     | Победа       | [ 7 ]  |
| Независимый дух                                  | 2025 | Лучший дебютный сценарий                                              | Младший брат     | Победа       | [ 7 ]  |
| Международная ассоциация документалистов         | 2023 | Лучший короткометражный документальный фильм                          | Бабушка и бабуля | Номинация    | [ 17 ] |
| Общество кинокритиков Сан-Диего                  | 2024 | Лучший дебютный фильм                                                 | Младший брат     | Второе место | [ 18 ] |
| Международный кинофестиваль в Сиэтле             | 2023 | Главный приз жюри за короткометражный документальный фильм            | Бабушка и бабуля | Победа       | [ 19 ] |
| South by Southwest                               | 2023 | Приз Большого жюри в конкурсе короткометражных документальных фильмов | Бабушка и бабуля | Победа       | [ 2 ]  |
| South by Southwest                               | 2023 | Приз зрительских симпатий                                             | Бабушка и бабуля | Победа       | [ 3 ]  |
| Кинофестиваль Сандэнс                            | 2024 | Приз зрительских симпатий: Драматический фильм США                    | Младший брат     | Победа       | [ 20 ] |
| Кинофестиваль Сандэнс                            | 2025 | Премия «Авангард» за художественную идею                              | н/д              | Почётная     | [ 21 ] |